# Liudmila Buldakova
Liudmila Stepanovna Buldakova (en rus Людмила Степановна Булдакова; Sant Petersburg, 25 de maig de 1938 - Moscou, 8 de novembre de 2006) va ser una jugadora de voleibol soviètica que va competir entre 1952 i 1974. Era el marit del remer Igor Buldakov.
El 1964 va prendre part en els Jocs Olímpics de Tòquio, on guanyà la medalla de plata en la competició de voleibol. Quatre anys més tard, als Jocs de Ciutat de Mèxic, guanyà la medalla d'or en la competició de voleibol. Revalidà la medalla d'or als Jocs de Múnic de 1972.
En el seu palmarès també destaquen tres medalles d'or al Campionat del Món de voleibol, el 1956, 1960 i 1970 i una de plata, el 1962. Al Campionat d'Europa, guanyà la medalla d'or el 1958, 1967 i 1971, i la de plata el 1955.
A nivell de clubs jugà al Zalgiris de Kaunas (1955-1956) i Dinamo de Moscou (1957-1974). Amb el Dinamo guanyà sis vegades la lliga soviètica (1960, 1962, 1970-1973;) i vuit la Copa d'Europa de voleibol (1961, 1965, 1968-1972, 1974). En retirar-se passà a treballar com a entrenadora.
El 2012 fou incorporada al Saló de la Fama de voleibol.